# XDR (メガドライブ)
『XDR (X-DAZEDLY-RAY)』（エックス・ディー・アール - エックス・デイズドリー・レイ）は、ユニパックが1990年、メガドライブ用として発売したシューティングゲーム。
なお、ユニパックが発売したゲームソフトはこの1作だけであり、ユニパックは本作の発売後、解散している。

## 概要
いわゆる強制横スクロールのシューティングゲーム。8方向移動とショット・ミサイル・自機の移動スピード調節の3ボタンという操作系統で、全6ステージの無限ループ制。オプション画面で、EASY・NORMAL・HARDの3段階の難易度変更や、オート連射の有無等を設定可。
本作はグラフィック・サウンドとも、同時期あるいはそれ以前のメガドライブ用シューティングゲームと比較してチープである。また難易度も非常に低く、難易度変更をしても、敵の固さが変わる程度である。後年のゲーム関連書籍の中には、「評価点が存在しない」とするものまである。

## ゲーム内容

### アイテム
ビーム (B)
標準装備の武器。
レーザー (L)
貫通力のある武器。
ワイド (W)
広範囲に攻撃できる武器。
オプション (O)
自機の援護射撃をする。最大2つまで装着可。
ミサイル (M)
自機の斜め下に投下される武器。最大で斜め4方向に発射が可能。
シールド (S)
敵弾・敵機から身を守る装備。
1UP (1)
自機ストックが1機分増加。

### ステージ構成
STAGE 1
惑星セフィロス上空
STAGE 2
ガーディア軍秘密基地
STAGE 3
セフィロス古代遺跡
STAGE 4
グリーンムーン
STAGE 5
亜空間地帯ゼリアド
STAGE 6
ガーディア軍母星基地内

### 登場キャラクター
ハトリ111
ステージ1のボス。
カーミオ573
ステージ2のボス。
イターマ765
ステージ3のボス。
モビ100改
ステージ4のボス。
イシダ255
ステージ5のボス。
スター・ブレーカー・レイ
ステージ6のボス。

## スタッフ
- プログラム：TM AFFECT/TOM BOY（吉川勉）
- デザイナー：江崎稔
- 音楽：S.KANEDA
- スペシャル・サンクス：SYO-TSUDA、OKAPY、HI-KUN、TAGA-3、MA-FIGHTER、GPX-KIKAKU

## 評価
- ゲーム誌『ファミコン通信』の「クロスレビュー」では合計22点（満40点）[3]。

- ゲーム誌『メガドライブFAN』の読者投票による「ゲーム通信簿」での評価は以下の通りで、10.40点（満30点）[1]。また、同誌1991年7月号付録の「MEGADRIVE ALL CATALOG」では、「恐ろしく難易度の低いシューティング。初めてプレイした人でもクリアできてしまうほど。難しいゲームの多いメガドライブソフトの中では貴重な存在」と紹介されている[7]。さらに、同誌1993年7月号付録「メガドライブ&ゲームギア オールカタログ'93」では、「難易度が極めて低く、最強状態になると死ぬ気がしない」と紹介されている[1]。

| 項目 | キャラクタ | 音楽 | 操作性 | 熱中度 | お買得度 | オリジナリティ | 総合  |
| 得点 | 1.74       | 1.64 | 2.22   | 1.52   | 1.54     | 1.74           | 10.40 |

- ゲーム本『メガドライブ大全』（2004年、太田出版）では、「メガドラ『クソゲー四天王』の一角にさん然と屹立する、何ものにも犯しがたい聖域」、「発売許可の下りたことが、神様のイタズラと思える横シューティング」、「取り柄がひとつ、それは連射スピードに上限がないことだ。ボタンを叩いた分だけ弾が出るので、メガドラの限界をぶっちぎり、自分も敵の弾も見えなくなる」と評されている[6]。